# Vorderhornbach
Vorderhornbach è un comune austriaco di 248 abitanti nel distretto di Reutte, in Tirolo. È stato istituito nel 1833 con la scissione del comune soppresso di Hornbach nei comuni di Hinterhornbach e Vorderhornbach.